# 血字的研究
《血字的研究》（A Study in Scarlet），或译《暗红习作》、《猩紅習作》，是英國著名小說家阿瑟·柯南·道爾於1887年所創作的推理小說，也是第一本以名偵探夏洛克·福爾摩斯為主角的作品。故事描述一樁發生在倫敦空屋中的謀殺事件竟牽涉到多年前發生在美國宗教領地的恩怨。《血字的研究》這個名稱是根據小說中的一段夏洛克·福爾摩斯與華生醫生的對話，福爾摩斯描述這件案件為「血字的研究」，並對華生說「生活就像是一束沒有色彩的紗線，而其中就摻雜着一條名為兇殺的血紅絲線，我們的工作就是要把它拆開，分離出來，把每一寸都暴露出來」。
亞瑟·柯南·道爾創作《血字的研究》當時為27歲，是一位居住在英格蘭南海城的醫生，當時他已經在幾本雜誌發表過一些短篇小說。在遭到出版社多次拒絕刊登後，《血字的研究》後來是在1887年的《比頓聖誕年刊》（Beeton's Christmas Annual 1887）上發表，並在1888年7月首度出版成書。
這本小說及書中的人物在小說剛出版時並沒有受到廣泛的注目。目前只有10本1887年的《比頓聖誕年刊》被保存下來。雖然阿瑟·柯南·道爾創作60部以歇洛克·福爾摩斯為主角小說，不過總共只有4部長篇小說，而《血字的研究》則是福爾摩斯探案集的第1部。另外三部分別是《四簽名》，《巴斯克維爾的獵犬》和《恐怖谷》。

## 劇情簡介
本书大致分为两大部分，第一部分为作者（华生医生）以第一人称來叙述，主要是讲述案情的经过，第二部分为第三人称叙述，主要則是讲述犯人与被害人之间的恩怨情仇。
第一部分『華生医生的回憶錄』的开頭详细叙述了作者本人（华生医生）在朋友的介紹下，结识了福尔摩斯『一個古怪而博學的人』，并和他一同租下位于贝克街的房屋。

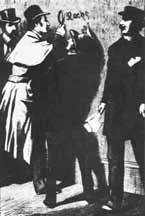
插畫家大衛·亨利·弗理斯頓所繪的《血字的研究》插圖

雷斯垂德探长和葛雷森探长也在本作第一次登场，叙述了案情经过（德雷伯在一幢空屋里被杀死）。华生和福尔摩斯一同赶往罪案现场，雷斯垂德发现了塗在墙上的血字“RACHE”（德语“复仇”之意），福尔摩斯经过仔细观察血字，并根据种种痕迹特点，用精彩的演绎法推测出犯人的大致特征。后在一系列曲折的剧情，在出现了另一位受害者荷德（前面死者的秘书）后，福尔摩斯设下陷阱，用计谋將在這幾年混迹于伦敦伪装成车夫的犯人抓捕归案。
第二部分『聖徒的故鄉』叙述犯人（杰弗逊·霍普）年轻时候在犹他州的经历，如何与被害人结下深刻仇恨（被害人害死了他心爱的爱人及其父亲），其间涉及当时美国犹他州盛行的摩门教。以及后来犯人如何一路追随仇人来到伦敦并实施复仇到被抓捕的过程。

## 摩門教與故事中的描述爭議
故事中將先知楊克領導的摩門教描述成一個邪教。這也造成一個很大的爭議。也是一個雙方曾經鬧上法庭的案件。原因是早期的摩門教主張一夫多妻及教主指定的配婚。在故事中成了惡霸搶奪主角妻子的藉口。根據1994年《鹽湖城報》一篇文章的披露，亞瑟·柯南·道爾曾被問到他是否以綁票、謀殺及奴役來描述摩門教時，他回答說「所有我描述關於摩門教及其涉及謀殺的行為都是歷史記載的，所以我無法抹滅，只不过小說劇情描述的比事實更为誇張而已，我們最好停止继续探讨這個話題」。然而亞瑟·柯南·道爾的女兒曾說「你們已經知道，我父親已經承認小說中所有有關摩門教的錯誤」。在亞瑟·柯南·道爾死後，一位楊百翰的後裔曾宣稱道爾曾在私底下為這件事道過歉，並說「他用他的作品來污衊摩門教」。

## 改編
亞瑟·柯南·道爾在1914年首次授權G·B·賽謬爾森（G. B. Samuelson）來製作默片《血字的研究》，其中福爾摩斯由會計師詹姆斯·布萊金頓（James Bragington）來擔任，他也是電影史上唯一一個擔任演員的會計師，這是因為他的長相類似福爾摩斯。不幸的是，這部默片已經佚失。
《血字的研究》後來多次被改編成電影及電視劇，雖然通常都只是改編小說開頭描述福爾摩斯及華生醫生之間的關係這個部分。蘇聯的電視劇《夏洛克·福爾摩斯及華生醫生》（1979年）算是一個比較忠於小說劇情的改編版本。
第一季第一集連環粉紅命案则改编自本故事的前半部分。
《憂國的莫里亞蒂》漫畫第7-8話、動畫第一季第8-9集「夏洛克·福爾摩斯的研究」則改編自本故事。

## 譯本
林纾翻译的《歇洛克奇案开场》即是《血字的研究》。

## 外部連結
维基共享资源上的相關多媒體資源：血字的研究
- A Study in Scarlet with Original Illustrations（页面存档备份，存于）
- A Study in Scarlet - 古腾堡计划
- From the 1906 edition of Tales of Sherlock Holmes （页面存档备份，存于）